# Francesco Olivucci
Francesco Olivucci (Forlì, 24 agosto 1899 – Forlì, 24 marzo 1985) è stato un pittore e incisore italiano.

## Biografia
Diplomato in Belle Arti presso l'Accademia di Ravenna sotto la direzione del professor Guaccimanni coltiva e sviluppa una spiccata vocazione artistica, che lo porta ad essere membro del Cenacolo artistico forlivese.

Suoi sono i pannelli decorativi situati all'interno della raccolta denominata "Armeria Albicini", nel Palazzo del Merenda a Forlì, pannelli che Olivucci eseguì nel 1924 e che illustrano diversi giovani abbigliati ed armati con le medesime armi facenti parte della raccolta.
A partire dal 1926, data della sua prima personale in Forlì, affronta incarichi pubblici sempre più importanti: nel 1927 vince il concorso per la dipintura dello scalone d'onore di Palazzo Benzi a Forlì (ex Casa dell'Opera Balilla).

Negli anni trenta inoltre decora il Salone del Fascio a Brisighella, restaura le pitture murali danneggiate dal terremoto in varie chiese dell'Irpinia e delle Marche, giunge secondo al prestigioso premio di Pittura S. Remo.

Affresca la cappella, il refettorio e altri locali dell'Asilo Santarelli, vince il concorso per la decorazione del Salone d'onore del Palazzo della Prefettura a Forlì (ex Palazzo del Governo), realizzando una superficie affrescata di 150 m2 di grande potenza espressiva.
Negli anni del secondo conflitto mondiale Olivucci realizza una splendida serie di incisioni ispirate ai temi della guerra e della Resistenza che, esposte in Palazzo Albertini a Forlì nel 1975, vengono successivamente donate all'Istituto Storico della Resistenza e dell'Età Contemporanea di Forlì, presso la cui sede dal dicembre 1999 costituiscono la mostra permanente "Francesco Olivucci - Grafica della Resistenza".

Sempre a Forlì, negli anni cinquanta l'artista realizza la "Madonna della Ripa", pittura a grandezza naturale situata nella strada omonima, il progetto per le cancellate della Cassa dei Risparmi di Forlì e l'affresco sul portale d'ingresso per il Palazzo della Previdenza Sociale, ora Banca di Forlì.

Va anche ricordata la raccolta di stampe da lui donate all’Istituto Storico della Resistenza e dell’Età contemporanea della Provincia di Forlì.
Attivo come insegnante presso l'Istituto Professionale Melozzo e l'Istituto Tecnico Industriale Umberto I, coltivò anche interesse per la ceramica, l'architettura ed il restauro: suoi sono infatti la progettazione della chiesa di Alfero inaugurata nel 1963, la stele scultorea donata a San Benedetto in Alpe nel 1975 e gli interventi di restauro nella chiesa del Carmine a Forlì.